# بنجامين فرانكلين بيري
بنجامين فرانكلين بيري (بالإنجليزية: Benjamin Franklin Perry)‏ هو صحفي ومحامي وسياسي أمريكي، ولد في 20 نوفمبر 1805 في مقاطعة بيكنز في الولايات المتحدة، وتوفي في 3 ديسمبر 1886 في غرينفيل في الولايات المتحدة. حزبياً، نشط في الحزب الديمقراطي. وقد انتخب عضو مجلس نواب كارولاينا الجنوبية وانتخب عضو مجلس ولاية كارولاينا الجنوبية وانتخب حاكم كارولينا الجنوبية ‏ (30 يونيو 1865 – 29 نوفمبر 1865).